# Pistola de ar 10 metros
Pistola de ar 10 metros é uma prova olímpica de tiro desportivo, disputada por ambos os sexos. A arma utilizada é uma pistola de ar comprimido de calibre 4,5 mm. O gatilho pesa quinhentos gramas e exige uma boa dosagem de força. A munição utilizada são balins de chumbo com pontas planas para melhor definir o corte no alvo.
A prova consiste no disparo de um número variável de tiros sobre um alvo colocado a 10 metros. O alvo mede 17x17 centímentros e está dividido em áreas de pontuação concêntricas, com pontuação decrescente para a margem. O campo mais valioso em termos de pontuação encontra-se no interior, tem 11,5 milímetros de diâmetro e vale 10 pontos. Admite-se o também uso de alvos electrónicos.
A prova masculina dura 1 hora e 45 minutos, durante os quais os atletas disparam sessenta tiros (+10). As mulheres disparam quarenta tiros em 75 minutos.
A pistola de ar 10 metros foi integrada no programa dos Jogos Olímpicos na edição de Seoul 1988, tanto para homens, como para mulheres. Os primeiros campeões foram Tanyu Kiriakov da Bulgária e Jasna Šekarić da antiga Jugoslávia.
O recorde do mundo da modalidade corresponde ao máximo possível de pontos alcançados numa prova: 400 nas mulheres (40 tiros x 10 pontos) e 600 (60x10) nos homens.